# كورا سلوكومب دي برازا
كانت كورا سلوكومب دي برازا (7 يناير 1862 - 24 أغسطس 1944) وريثة أمريكية وناشطة إيطالية وسيدة أعمال وفاعلة خير. ولدت لعائلة ثرية في نيو أورلينز، وانتقلت إلى ولاية كونيتيكت بعد وفاة والدها ونشأت على تقاليد الكويكر. تلقت تعليمًا خاصًا، ودرست في فرنسا وألمانيا وجزيرة وايت، وأخذت دروسًا في الرسم لدى فرانك دوفينك. وفي عام 1887، ذهبت إلى إيطاليا وتزوجت من ديتالمو سافورنيا دي برازا، شقيق المستكشف بيير سافورنيا دي برازا. واستقرا في منزل عائلته المعروف باسم كاستيلو دي برازا في موروتسو بمقاطعة أدينة، وأمضيا الشتاء في روما. وأسست مدرسة لحياكة الدانتيل، أصبح لها في النهاية سبعة أفرع عُرفت بمدارس برازا التعاونية للدانتيل. وإلى جانب تعزيز التعليم الأساسي، قدمت المدارس دروسًا في صناعة دانتيل البكرة وتسويق المنتوجات لمساعدة النساء على الحد من الفقر. وبتحدثها أربع لغات، طبعت سلوكومب دي برازا كتيبات بلغات مختلفة لجذب الاهتمام إلى منتجاتهم من الخارج. وعرضت سلع المدارس التعاونية للدانتيل في الفعاليات التجارية والمعارض العالمية. ونجحت أيضًا في حملتها الهادفة إلى خفض رسوم الاستيراد الأمريكية على السلع المصنعة يدويًا في 1897، بحجة أن التعريفات ستؤدي إلى زيادة نسب الهجرة.
انخرطت سلوكومب دي برازا في حركة السلام منذ عام 1889، وابتكرت راية السلام وكانت مؤسس لجنة المجلس الدولي للمرأة المعني بالسلام الاجتماعي والتحكيم الدولي في 1897. وعملت اللجنة على التوصل إلى اتفاقيات للدول، بهدف حل النزاعات دبلوماسيًا وتجنب الحروب. وتماشيًا مع عملها في مجال السلام، اضطلعت بالعديد من الحملات الإنسانية لمساعدة مجتمعات المهاجرين، والتخفيف من الصراع الناجم عن الاختلافات الثقافية، وتحسين العلاقات الإيطالية الأمريكية. وأطلقت سلوكومب دي برازا حملة ضد عقوبة الإعدام، فناضلت من أجل العفو ومن ثم ساعدت القاتلة المتهمة ماريا باربيلا، على الحصول على محاكمة ثانية، تبرأت من خلالها. وحضرت مؤتمر المجلس الدولي للمرأة لعامي 1903 و1904، ممثلةً المجلس الوطني للمرأة الإيطالية. وأسست مع ناشطين من المجلس، الجمعية التعاونية للصناعات النسائية الإيطالية في 1903، بهدف إقصاء السماسرة الذين يستغلون النساء بعملهم الحرفي. وفي عام 1906، أصيبت سلوكومب دي برازا بمرض عقلي جعلها معزولة ومحتجزة لمدة 37 عامًا. وما زالت مدارس برازا التعاونية للدانتيل التي أطلقتها قيد العمل، وانتشرت راية السلام التي صممتها انتشارًا واسعًا واستُخدمت في المناسبات والفعاليات الدولية.

## أنشطتها

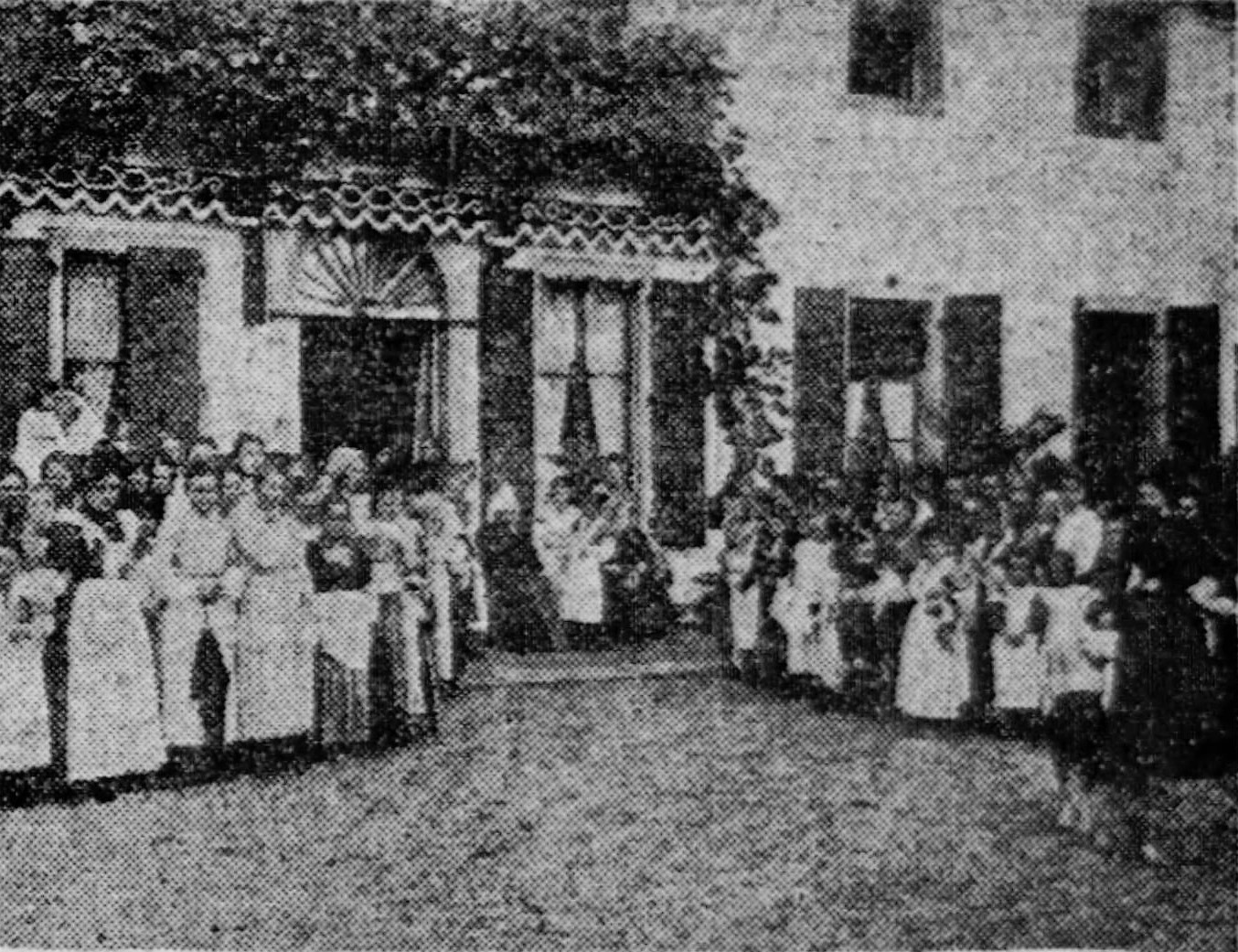
كورا دي برازا تعلم فن صناعة الدانتيل وتساعد الفلاحين في إيطاليا، وتسوق للمنتجات. حيث يظهر بالصورة صناع الدانتيل في إيطاليا.

منذ عام 1889، كانت سلوكومب دي برازا عضوًا فاعلًا في اتحاد السلام العالمي. ووضعت سبع قواعد للانسجام، كانت بمثابة مبادئ توجيهية تهدف إلى تحقيق الوحدة الشخصية والعالمية والتعاون والعدالة والوعي حيال البيئة. وشاركت هذه المبادئ مع طالباتها وعملت على إحداث حركة سلام في إيطاليا. وبصفتها مندوبة عن اتحاد السلام العالمي، اجتمعت مع المجلس الدولي للمرأة في أكتوبر 1897، وشكلت لجنة السلام الاجتماعي والتحكيم الدولي. وكانت الغاية منها تشكيل لجان تحكيم في جميع أنحاء العالم لتكون وسيلة من أجل تطوير القنوات الدبلوماسية للدول بهدف حل نزاعاتها. وأصبحت سلوكومب دي برازا رئيسًا للجنة وتولت هانا جي. سولومون منصب نائبتها. وأثناء زيارتها لمجموعات نسائية أخرى من أجل تعزيز السلام، اقترحت سلوكومب دي برازا اعتماد راية السلام التي كانت قد صممتها بعد زيارة مكاتب الصليب الأحمر الدولي في جنيف في وقت سابق من ذلك العام. وتميزت الراية بشرائط صفراء وأرجوانية وبيضاء تمثل الحب والانسجام والشباب على الترتيب. وتتوسطهم شارة من رموز السلام وشعار برو كونكوردا لابور (من أجل السلام أعمل). واعتُمدت الراية رسميًا من قِبل المجلس الدولي للمرأة في أكتوبر، وفي اجتماع المجلس الوطني للمرأة في الولايات المتحدة الذي عُقد في نوفمبر بمدينة ناشفيل في ولاية تينيسي، اعتُمدت رسميًا لتكون رمزًا للأخوة العالمية والتعاون والسلام. كان إيلي دوكومون، مؤسس المكتب الدولي للسلام، على دراية مسبقة بالراية، واعتمدها في 1899، العام الذي اتخذها فيه أيضًا الاتحاد النسائي المسيحي للاعتدال.
نظرًا لمشاغلها المتعلقة بالرسوم المرتفعة على الدانتيل المستورد، نشرت سلوكومب دي برازا في 1897 كتيبًا من عشر صفحات أرسلته إلى أعضاء الكونغرس في الولايات المتحدة، بحجة أن وطأة رسوم الاستيراد المرتفعة كانت تشجع على الهجرة. وكان طرحها للمشكلة ناجحًا فأسفر عن خفض التعرفة الجمركية من 60% إلى 15% للسلع المصنعة يدويًا. وكانت مدركة تمامًا لقضايا الهجرة، إذ أبحرت قبل عامين إلى مدينة نيويورك للدفاع عن ماريا باربيلا، شابة مهاجرة أمية وكانت واحدة من أولى النساء اللاتي حُكم عليهن بالإعدام على الكرسي الكهربائي في الولايات المتحدة. تعرضت باربيلا للاغتصاب من قِبل صديقها دومينيكو كاتالدو، فقتلته بعد أن رفض استعادة شرفها بالزواج منها. وقد أُدينت بارتكاب جريمة القتل من قِبل هيئة محلفين تضم ذكورًا فقط. وبعد القراءة عن القضية في دورية ذا نيويورك تايمز، بذلت سلوكومب دي برازا مساعيًا من أجل تأمين عفو لباربيلا وحملة ضد عقوبة الإعدام. فتبرأت باربيلا في محاكمة ثانية عام 1896. رافقت سلوكومب دي برازا زوجها في أعماله بالولايات المتحدة في 1897. وبصفتها عضو في المنظمة الأمريكية للصليب الأحمر ومثيلتها الإيطالية، أمضت وقتها في الولايات المتحدة، للمساعدة في الجهود الإنسانية المبذولة من أجل الجنود الجرحى في الحرب اليونانية التركية. وقدمت عروضًا في جميع أنحاء البلاد مع كلارا بارتون، تناشد الناشطين الأمريكيين لمساعدة النساء اليونانيات في أعمال الإغاثة. وأسست الجمعية الوطنية الأمريكية للصليب الأحمر اليوناني لجمع الملابس والمواد والأدوية والمال لليونان.
حضرت سلوكومب دي برازا مؤتمر المجلس الدولي للمرأة لعام 1903 في دريسدن بألمانيا، ومؤتمر برلين عام 1904، ممثلةً المجلس الوطني للمرأة الإيطالية، الذي تشكل عام 1903. وأسس أعضاء المجلس، بمن فيهم سلوكومب دي برازا وإيتا دي فيتي دي ماركو وأنتونيا بونتي سواردي ولافينيا بونكومباني لودوفيسي تافيرنا لجنة دائمة، تحمل اسم الجمعية التعاونية الإيطالية للصناعات النسائية، بهدف تعزيز الفنون والحرف الإيطالية في الخارج، وإقصاء السماسرة الذين استغلوا الحرفيات واستفادوا منهن. فأصبحت رئيسةً للجمعية وعمل زوجها ديتالمو أمينًا لها. وشرعت الجمعية في إنشاء فروع إقليمية تحت تنظيم راعيات أخريات. وبحلول عام 1906، أسسوا 24 فرعًا إقليميًا واستحدثوا منظمات شقيقة في الولايات المتحدة لتوفير فرص عمل في مختلف مجالات الحرف اليدوية للمهاجرين الإيطاليين. وفي ذلك العام، سافرت سلوكومب دي برازا إلى الولايات المتحدة ممثلةً عن الحكومة الإيطالية للقاء المسؤولين الأمريكيين وغيرهم ممن يعمل مع المهاجرين في محاولة لوضع بروتوكولات من أجل معالجة وضعهم وتعيين أسلوبٍ للتعامل معهم. وظنًا منها أنه سيفيد كل من الحكومات الأوروبية والأمريكية، اقترحت برنامج التلقين من أجل توعية المهاجرين بالثقافة والقوانين واللغة، مصحوبًا ببرنامج توطين مُيسّر حتى يتمكن العمال المهاجرون من الاستقرار في الأماكن التي تكون لهم الحاجة في أمسها.

## مرضها
وبعودتها إلى إيطاليا، كانت سلوكومب دي برازا في 1906 عائدة إلى منزلها من حملة إغاثة لمنكوبي الزلزال في كالابريا عندما عانت من انهيار عقلي وجسدي في مدينة بولونيا. وحين وصل زوجها إليها، لم تتعرف عليه أو تدرك ما يدور حولها. شُخصت إصابتها بنوع من هشاشة العظام، يُعرف باسم مرض بادجيت العظمي، الذي أثر على جمجمتها وتسبب بصداع شديد ومنهك. ووُضعت تحت رعاية سيزار فيراري، طبيب إيطالي رائد كان يدير مستشفى للأمراض النفسية في إيمولا. ونظرًا لعدم تمكنها من متابعة إدارتهم، تولت ماركوتسي إدارة المدارس في 1908، وأبقتهم قيد العمل تكريمًا لسلوكومب دي برازا. كان حديثها مرتبكًا في كثير من الأحيان ولاقت صعوبة في فهم ما يدور حولها. زارها زوجها بشكل متكرر حتى وفاته في 1922. وبدا أنها تحسنت في 1927 وعادت إلى كاستيلو دي برازا، لكنها انتكست في غضون ستة أشهر وأُرسلت إلى مستشفى فيلا جوزيبينا في روما، حيث بقيت في عزلة حتى وفاتها.